# Уастеки (народ)
Уастеки  — стародавній індіанський народ Месоамерики. Самоназва «те'єнек», що значить «Той, хто живе в полях». Відомий з X ст. до н. е. Зазнало впливу культури Веракрус і ольмеків. Створив власну самобутню цивілізацію у XI ст. н. е., розквіт якої припав на XIII — середину XV ст. Були підкорені ацтеками приблизно в 1450 их роках , а потім іспанцями в 1510-1530 роках.

## Історія
Має давні загальні корені з мая, оскільки у III тис. до н. е. були єдиним племен з прото-мая. Близько 1500 року до н. е. прото-уастеки відділилися від прото-мая, які прямували у південні райони Месоамерики (сучасна область мая). Уастеки залишились біля Мексиканської затоки. З часом їх від мая відділили прото-ольмеки, ольмеки і епі-ольмеки. Зазнали впливу культури Веракрус, ольмеків. Мали торгівльені і культурні зв'язки з Теотіуаканом й тольтеками. Розквіт настав у так звану післякласичну епоху (1200—1400-ті роки).
В середині XV ст. зазнали поразки й підкорилися ацтеками, але постійно повставали, зрештою отримали значну самостійність в межах Потрійного союзу. З прибуттям іспанських конкістадорів чинили відчайдушний опір, який було придушено лише у 1530 році. З цього моменту зазнали культурного впливу європейців. Водночас відбувалася християнізація уастеків протягом колоніального періоду.
Дотепер є одним з народів держави Мексика. Зберігають свою культуру, зокрема музичну й танцювальну традиції. Особливо в регіоні Південна Уастека (деякі райони штатів Веракрус і Ідальго).

## Територія і населення
Мешкають у штатах Ідальго, Веракрус, Сан-Луїс-Потосі, Тамауліпас, переважно зосереджені уздовж річки Пануко і на узбережжі Мексиканської затоки. Ця область неофіційно називається «Уастек».
До приходу іспанців кількість уастеків становила близько 500 тис. осіб. Натепер за різними дослідженнями їх кількість коливається від 80 до 150 тис. осіб. Більшість проживають в муніципалітетах Аксамон, Тан Лахас, Сан Антоніо і Генерал Педро Антоніо де Лос Сантос штату Сан Луїс Потосі і в муніципалітетах Тантоюка, Темпоал, Танкоко, Чіконтепек і чонталь штату Веракрус.

## Мова
Мають власну старовинну мову, що належить до маянської мовної родини. Є доволі поширеною, особливо в сільській місцевості. Мовою володіють близько 66 000 осіб, з них 2/3 живуть в Сан-Луїс-Потосі і 1/3 в Веракрусі.

## Оселі
Кожна родина має своє окреме житло. В уастеків районом називається група будинків, розкиданих по окрузі, що знаходяться відносно поруч один з одним, а в Веракрусі таке скупчення називають ранчеро (rancherias), тобто групу з кількох хатин або ранчо.
Типовим будинком уастеків Веракрусу є бохіо — кругла пальмова хатина з конусоподібним дахом, вкрита саката (сіном) або листям пальм і прикритої зверху перевернутим казанком або горщиком. Дах тримається на дерев'яних колонах і під ним, у верхній частині, створюють місце для зберігання різної рідко використовуваного посуду і зерна. Стіни будують з гілок, поставлених вертикально і пов'язаних очеретом, який часто вкривають глиною для кращої герметизації. У будинку завжди тільки один вхід, прикритий або дерев'яними дверима, або дверима зробленим з гілок. Підлогою є втрамбований ґрунт.
Усередині бохіо в досить витягнутому просторі розташована спальня і кухня. Зазвичай вони сплять на петате або естера, що представляють собою різновиди солом'яних циновок, постелених на підлозі, а днем уастеки їх скручують в рулон і ставлять вздовж стін. Існують також петате і естери з очерету або кори отате. Також іноді з отате роблять дитячі ліжка і колиски, підвішуючи на балці.
Одяг уастеки зберігають в дерев'яних комодах (ящиках) і скринях.
З меблів у хатині можна часто зустріти триногу табуретки й стільці, деякі уастеки воліють сучасні меблі. З балок звисають очеретяні петлі, за допомогою яких вони підвішують харчі і так зберігають її. Біля каменів вогнища розміщені глиняні горщики, каструлі і гуртки, дерев'яні ложки, цебер для миття, комалес (пласкі глиняні тарілки), метате (зернотертки) і молкахете (кам'яна ступа).
Навколо будинку розташоване велике патіо (двір) з фруктовими деревами і загоном для свійських тварин.

## Традиції
Полюбляють різні свята, фестивалі, святкові дійства, в яких стародавні традиції ацтеків змішалися з християнськими та іспанськими. Так, з 29 жовтня до 3 листопада (в деяких місцях з 31 жовтня до 2 листопада) відбувається свято «Шантоло». Воно має відношення до Дня Мертвих (Día de los Muertos) і Дня Усіх Святих (Todos Santos). Фестиваль проходить в багатьох містах регіону Уастека, зокрема, в Сан-Мартін-Чальчікуатле і Темпоаль-де-Санчеса, де до цього свята ставляться з особливою шаною.
Назва Шантоло походить від іспанського слова «святі» (santo) і слова на мові науатль «оло» (olo), яке означає «безліч або розмаїття», що разом становить «Всіх Святих».
Під час Шантоло люди віддають належне, шанують і поминають померлих, відвідують кладовище і приносять спочилим напої та ласощі. Крім традицій, які є загальними у всій Мексиці під час відзначення Дня Мертвих, Шантоло характерний спеціальними танцювальними елементами, наприклад, танцями Cuadrillas, Baile de los Comanches і Baile de los Viejos.
Під час свята всі учасники дійства носять різні маски з картону, шкур тварин і дерева, а також одягаються в заздалегідь підготовлені костюми. Діти представляють святих, присутні своєрідні клоуни, персонаж «смерті» — провідника в кращий світ, «el comanche»-вояк, що захищає від злих духів.